# Arotes maurus
Arotes maurus là một loài tò vò trong họ Ichneumonidae.